# Guishan Lingyou
Guishan Lingyou (chiń. 潙山靈祐, pinyin Guīshān Língyòu / Wéishān; kor. 규산령우 Kyusan Lyŏng’u / Wisan; jap. Isan Reiyū; wiet. Quy Sơn Linh Hựu; ur. 771, zm. 853) – chiński mistrz chan, założyciel szkoły guiyang. Także znany jako Weishan.

## Życiorys
Pochodził z Changxi w Fuzhou z rodziny Zhao.
Mając 15 lat opuścił dom i zaczął praktykę jako mnich studiujący winaję u mistrza winai Fachanga w klasztorze Jianshan. Później przeniósł się do klasztoru Longxing w Hangzhou, gdzie kontynuował naukę w tej szkole buddyzmu. Równocześnie studiował sutry therawady i mahajany. Wtedy też przyjął wskazania mnisie i został wyświęcona na mnicha przez mistrza winai Longxinga.
Po skończeniu praktyki winai Lingyou udał się do klasztoru Guoqing na górze Tiantai. W połowie drogi spotkał wielkiego mistrza Hanshana, który powiedział:
Tysiące gór, dziesięć tysięcy wód;
Wchodząc do sadzawki, zatrzymaj się.
Otrzymasz bezcenny klejnot,
Obdarz nim przyszłe pokolenia.
Lingyou nie zrozumiał, co wiersz znaczy, idąc do klasztoru powtarzał go. Po przybyciu do Guoqing si zaznajomił się z Shide i opowiedział mu o spotkaniu. Shide zapewnił go, że stopniowo ten wiersz będzie dla niego coraz bardziej zrozumiały. Jedyne co ma robić, to praktykować.
Po jakimś czasie dowiedział się, że na górze Daxiong w Hongzhou przebywa mistrz chan Baizhang Huaihai. Udał się wiec do niego i ok. 794 r. został uczniem mistrza Baizhanga. Wkrótce został głównym kucharzem, a potem głównym mnichem.
Chwila jego oświecenia wyglądała następująco:
Pewnego dnia, gdy pełnił funkcję służącego mistrza, Huaihai spytał nagle Kto tam?
Lingyou powiedział Ja.
Mistrz rzekł wtedy Weźno pogrzebacz, pogrzeb w palenisku i zobacz czy nie ma tam jakiegoś ognia.
Lingyou zrobił jak nakazał mu mistrz i powiedział Tam nie ma już ognia.
Huaihai wstał aby sprawdzić to osobiście, pogrzebał głęboko i znalazł małą iskierkę. Powiedziałeś, że tam nie ma ognia, a czy to nie ogień?
Po tych słowach mistrza Lingyou osiągnął oświecenie.
Praktykował u Baizhanga jeszcze przez następnych 20 lat.
Później na życzenie mistrza odszedł na górę Gui (Dayi) i żył tam bezdomnie w towarzystwie małp, jedząc tylko kasztany. Po 7 czy 8 latach, przy pomocy wieśniaków, mnichów i wsparcia finansowego od premiera Pei Xiu Baizhang wybudował klasztor Tongqing, który stał się wiodącym ośrodkiem chan. Mieściło się w nim 1500 mnichów.
W okresie największych prześladowań buddyzmu zapoczątkowanych przez cesarza Wuzonga (pan. 840–846), mistrz musiał opuścić klasztor, który został częściowo zniszczony, i ukrywał się w cywilnym przebraniu. Jeszcze w początkowym stadium restauracji buddyzmu zainicjowanej przez nowego cesarza Xuanzonga, w odnowieniu klasztoru w 846 r. pomógł mu ówczesny cywilny gubernator prow. Hunan – Pei Xiu (787–860). Ofiarował klasztorowi ziemię, która pozwoliła samodzielnie utrzymać się jego mnisiej społeczności. Pei Xiu był świeckim buddystą bardzo zaintereowanym praktyką chan. Po przeniesieniu, został uczniem mistrza chan Huangbo Xiyuna i autorem książki zawierającej spisane nauki mistrza.
W klasztorze mistrz Lingyou założył szkołę chan, pierwszą z tzw. pięciu domów chan. Jego najlepszy uczeń Yangshan Huiji, który miał swój klasztor na górze Yang w Jiangxi, był jej współzałożycielem i dlatego nazwano ją guiyang.
Pewnego dnia, gdy wszyscy mnisi wyszli zbierać liście herbaty mistrz zapytał Yangshana Przez cały dzień, gdy zrywaliśmy liście, słyszałem twój głos, lecz nie widziałem ciebie. Pokaż mi twoje pierwotne ja!
Yangshan potrząsnął drzewem.
Mistrz rzekł Osiągnąłeś tylko funkcję, a nie substancję.
Yangshan zauważył Nie wiem jak ty osobiście odpowiedziałbyś na to pytanie?
Mistrz milczał przez dłuższy czas.
Yangshan skomentował to Mistrzu, osiągnąłeś tylko substancję, a nie funkcję!
Mistrz Guishan odparł Zwalniam cię od dwudziestu uderzeń.
9 dnia pierwszego miesiąca mistrz Lingyou umył twarz, przepłukał usta, usiadł w pozycji medytacyjnej (chin. zuochan), zaśmiał się i zmarł. Otrzymał pośmiertne imię mistrz chan Wielkiej Doskonałości, a jego stupę nazwano Jasna Czystość.
Poświęcone mu są gong’any 4, 24 i 70 z Biyan lu, 40 z Wumenguan oraz 15, 37, 60, 83, 87 z Congrong lu.

## Guishan jingce[2]
Lingyou jest autorem pracy Guishan jingce (Przestrogi Guishana). Napisał ją w okresie prześladowań buddyzmu w 845 r. Praca ta jest głównym źródłem do studiowania stosunku szkoły hongzhou do monastycyzmu i moralności. Tekst ukazuje zupełnie konwencjonalne podejście do życia klasztornego i praktyki. Gdyby nie część (stosunkowo krótka) poświęcona praktyce chan, można by znaleźć niezwykle mało elementów świadczących, że praca ta powstała w szkole hongzhou. Guishan podkreśla wagę zdycyplinowanego życia, poświęconego studiowaniu, praktyce i realizowania nauk buddyzmu.
Mistrz podkreśla wagę przestrzegania monastycznych reguł zarówno z powodów ważnych dla całej mnisiej wspólnoty, jak i z powodów ważnych dla życia i rozwoju jednostki. Oba te aspekty są nierozdzielne, bowiem właściwe funkcjonowanie klasztornego życia zależy od utrzymywania przez indywidualnych mnichów wspólnych wartości i zobowiązań wobec wspólnych celów i dzielenia się materialnymi elementami klasztoru.
Guishan zauważa jednak, że jest to trudne, bowiem zakon przyciąga także ludzi o wątpliwych motywacjach i wielu spośród nich nie podejmuje żadnych zobowiązań w stosunku do duchowej praktyki. Mistrz konsekwentnie krytykuje przekraczanie monastycznych ideałów i towarzyszy temu ostrzeganie przed rezultatami takich działań i negatywnymi skutkami karmicznymi.
Tekst ten broni roli klasztornych wskazań i konwencjonalnej moralności w soteriologicznym programie chanu, postulując dwustopniową ścieżkę praktyki i urzeczywistnienia. Ideał chanu przekroczenia poziomu ułudy i skalań, co prowadzi do niekonceptualnego urzeczywistnienia rzeczywistości – jest poziomem wyższym. Doświadczenie nagłego oświecenia konstytuuje najwyższy moment buddyjskiej ścieżki, podczas gdy różnorakie cnoty i praktyki integrują wszystko w holistyczny stan, w którym istnieje równowaga pomiędzy wglądem a działaniem.
Gushan jingce wykazuje, że koncepcja praktyki chan szkoły hongzhou zawierała tradycyjną buddyjską moralność i ukazuje, jak stare modele monastycznej dyscypliny służyły jako etyczne fundamenty praktyki.

## Linia przekazu Dharmy zen
Pierwsza liczba oznacza liczbę pokoleń mistrzów od 1 Patriarchy indyjskiego Mahakaśjapy.
Druga liczba oznacza liczbę pokoleń od 28/1 Bodhidharmy, 28 Patriarchy Indii i 1 Patriarchy Chin.
Trzecia liczba oznacza początek nowej linii przekazu w danym kraju.
- 36/9. Baizhang Huaihai (720–814)
  - 37/10. Guishan Lingyou (771–853) szkoła guiyang
    - 38/11. Dingshan Shenying (771–853)
    - 38/11. Yuankang Fashi (bd)
    - 38/11. Lingyun Zhiqin (bd)
    - 38/11. Liu Tiemo (bd) mistrzyni chan
    - 38/11. Jingzhao Mihu (bd)
    - 38/11. Jiufeng Zihui (bd)
    - 38/11. Shuanfeng (bd)
    - 38/11. Xiangyan Zhixian (zm. 898)
      - 39/12. Hudou (bd)
      - 39/12. Guang książę

    - 38/11. Yangshan Huiji (814–890)
      - 39/13/1. Wŏnnang Taet'ong (816–883) szkoła sŏngju – Korea
      - 39/12. Wuzhu Wenxi (821–900)
      - 39/12. Miaoxin (bd) mniszka, mistrzyni chan
      - 39/12/1. Sunji (bd) Korea; wprowadził szkołę guiyang do Silli
      - 39/12. Nanta Guangyong (850–938)
        - 40/13. Bajiao Huiqing (bd) koreański mistrz działający w Chinach
          - 41/14. Xingyang Qingrang (bd)

      - 39/12. Xita Guangmu (bd)
        - 40/13. Zifu Rubao (bd)